# Sybil Grey
Sybil Grey, pseudonimo di Ellen Sophia Taylor (Londra, 3 gennaio 1860 – Londra, 20 agosto 1939), è stata un soprano e attrice teatrale britannico.

## Biografia
Sybil Grey nacque a Londra nel 1860, secondogenita di Susannah ed Henry Taylor. 
Nel 1880 esordì con la D'Oyly Carte Opera Company, nella prima assoluta di The Pirates of Penzance. Negli anni successivi recitò nelle prime di Patience, Iolanthe e Princess Ida. Dal 1885 al 1887 fu Peep-Bo nell'allestimento originale di Il Mikado. Nel 1887 lasciò la compagnia di Gilbert e Sullivan per dedicarsi al musical e all'operetta, apparendo al Gaiety Theatre. Nel 1888 tornò ad interpretare Peep-Bo nel primo revical del Mikado al Savoy Theatre, per quella che si rivelò essere la sua ultima apparizione con la D'Oyly Carte.
Trascorse i decenni successivi apparendo regolarmente sulle scene del West End, recitando in pantomime al Theatre Royal Drury Lane e commedie di prosa e musical al Shaftesbury Theatre, al Vaudeville Theatre, al Duke of York's Theatre e all'Apollo Theatre. 
Si ritirò dalle scene nel 1907 e morì nel quartiere londinese di Forest Hill nel 1939.

## Nella cultura di massa
Sybil Grey è stata interpretata da Cathy Sara nel film Topsy-Turvy - Sotto-sopra, diretto da Mike Leigh.